# Euphorbia oryctis
Euphorbia oryctis är en törelväxtart som beskrevs av Moritz Kurt Dinter. Euphorbia oryctis ingår i släktet törlar, och familjen törelväxter.
Artens utbredningsområde är Namibia. Inga underarter finns listade i Catalogue of Life.